# 1896年アテネオリンピックのドイツ選手団
1896年アテネオリンピックのドイツ選手団（1896ねんアテネオリンピックのドイツせんしゅだん）は、1896年4月6日から4月15日にかけてギリシャ王国の首都アテネで開催された1896年アテネオリンピックのドイツ選手団、およびその競技結果。

## 概要
今大会は金メダル6個、銀メダル5個、銅メダル2個の合計13個のメダルを獲得した。

## メダル
| メダル | 選手名                       | 競技 | 種目       |
| ------ | ---------------------------- | ---- | ---------- |
| 金     | ヘルマン・ヴァインガルトナー | 体操 | 男子鉄棒   |
| 金     | アルフレート・フラトー       | 体操 | 男子平行棒 |
| 銀     | ヘルマン・ヴァインガルトナー | 体操 | 男子あん馬 |
| 銀     | ヘルマン・ヴァインガルトナー | 体操 | 男子つり輪 |
| 銀     | アルフレート・フラトー       | 体操 | 男子鉄棒   |
| 銅     | フリッツ・ホフマン           | 体操 | 綱登り     |